# Campionati europei di ciclismo su pista 2019 - Corsa a punti femminile
La gara a punti femminile ai Campionati europei di ciclismo su pista 2019 si è svolta il 19 ottobre 2019 presso il velodromo Omnisport di Apeldoorn, nei Paesi Bassi.

## Podio
| Pos.    | Atleta                    | Nazionalità |
| ------- | ------------------------- | ----------- |
| Oro     | Maria Giulia Confalonieri | Italia      |
| Argento | Tatsiana Sharakova        | Bielorussia |
| Bronzo  | Hanna Solovey             | Ucraina     |

## Risultati
100 giri (25 km) con sprint intermedi ogni 10 giri.
| Posizione | Atleta                    | Nazione       | Punti giri | Punti sprint | Totale |
| --------- | ------------------------- | ------------- | ---------- | ------------ | ------ |
| 1         | Maria Giulia Confalonieri | Italia        | 20         | 26           | 46     |
| 2         | Tatsiana Sharakova        | Bielorussia   | 20         | 24           | 44     |
| 3         | Hanna Solovey             | Ucraina       | 20         | 18           | 38     |
| 4         | Coralie Demay             | Francia       | 20         | 8            | 28     |
| 5         | Maria Martins             | Portogallo    | 20         | 7            | 27     |
| 6         | Diana Klimova             | Russia        | 20         | 6            | 26     |
| 7         | Léna Mettraux             | Svizzera      | 20         | 3            | 23     |
| 8         | Trine Schmidt             | Danimarca     | 20         |              | 20     |
| 9         | Neah Evans                | Gran Bretagna |            | 14           | 14     |
| 10        | Anita Stenberg            | Norvegia      |            | 4            | 4      |
| 11        | Karolina Karasiewicz      | Polonia       |            | 3            | 3      |
| 12        | Amy Pieters               | Paesi Bassi   |            | 3            | 3      |
| 13        | Alice Sharpe              | Irlanda       |            | 3            | 3      |
| 14        | Irene Usabiaga            | Spagna        |            |              | 0      |
| 15        | Verena Eberhardt          | Austria       |            |              | 0      |
| 16        | Jarmila Machačová         | Rep. Ceca     |            |              | 0      |
| 17        | Charlotte Becker          | Germania      |            |              | 0      |
| 18        | Johanna Borissza          | Ungheria      |            |              | 0      |
| 19        | Annelies Dom              | Belgio        |            |              | 0      |
| 20        | Tereza Medvedova          | Slovacchia    | –20        | 2            | –18    |
| 21        | Viktorija Sumskyte        | Lituania      | –60        |              | –60    |